# Gnophos talvei
Gnophos talvei là một loài bướm đêm trong họ Geometridae.